# Inula
 Inula   L., 1753 è un genere di piante angiosperme dicotiledoni della famiglia delle Asteraceae, sottofamiglia Asteroideae, tribù Inuleae e sottotribù Inulinae.

## Etimologia
Il nome del genere (Inula) potrebbe derivare da un analogo vocabolo latino usato dai Romani per indicare proprio queste piante. Altri Autori propongono un'altra etimologia: una derivazione da un vocabolo greco enàein (= purificare) facendo riferimento ovviamente alle presunte proprietà mediche della pianta.
La denominazione scientifica Inula è stata proposta da Carl von Linné (Rashult, 23 maggio 1707 – Uppsala, 10 gennaio 1778) biologo e scrittore svedese, considerato il padre della moderna classificazione scientifica degli organismi viventi, nella pubblicazione Species Plantarum del 1753.

## Descrizione

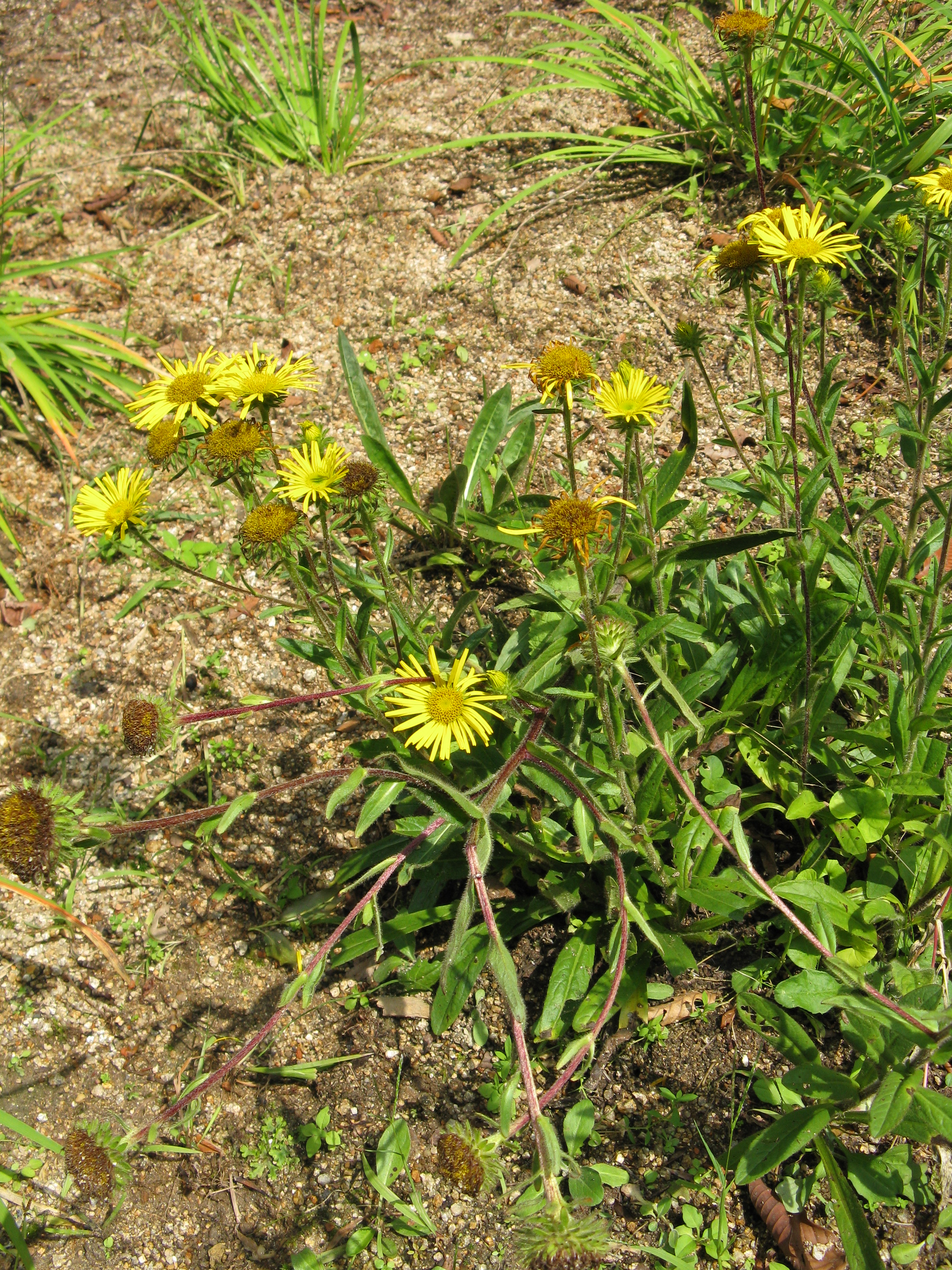
Il portamento
Inula ciliaris

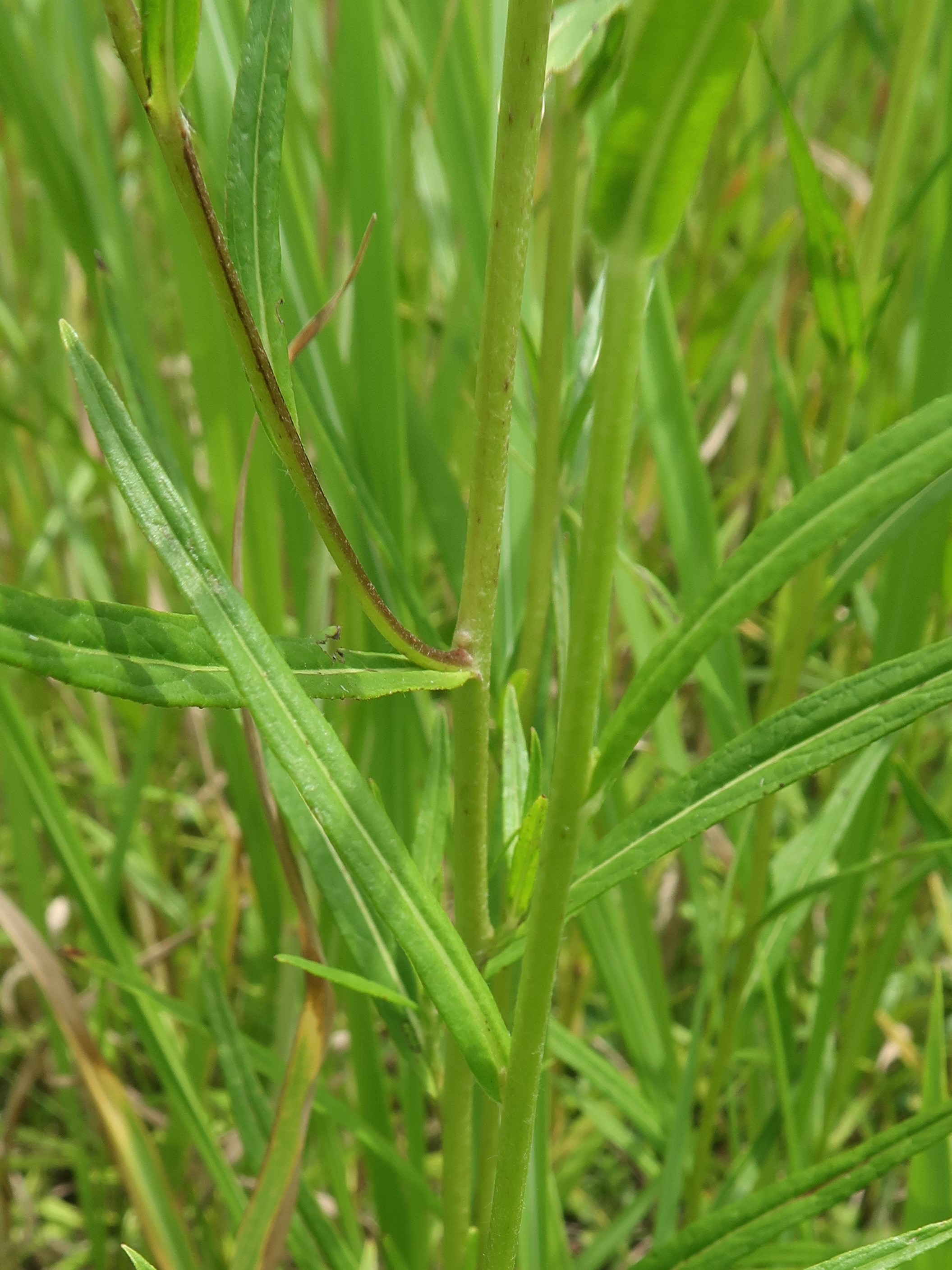
Le foglie
Inula linariifolia

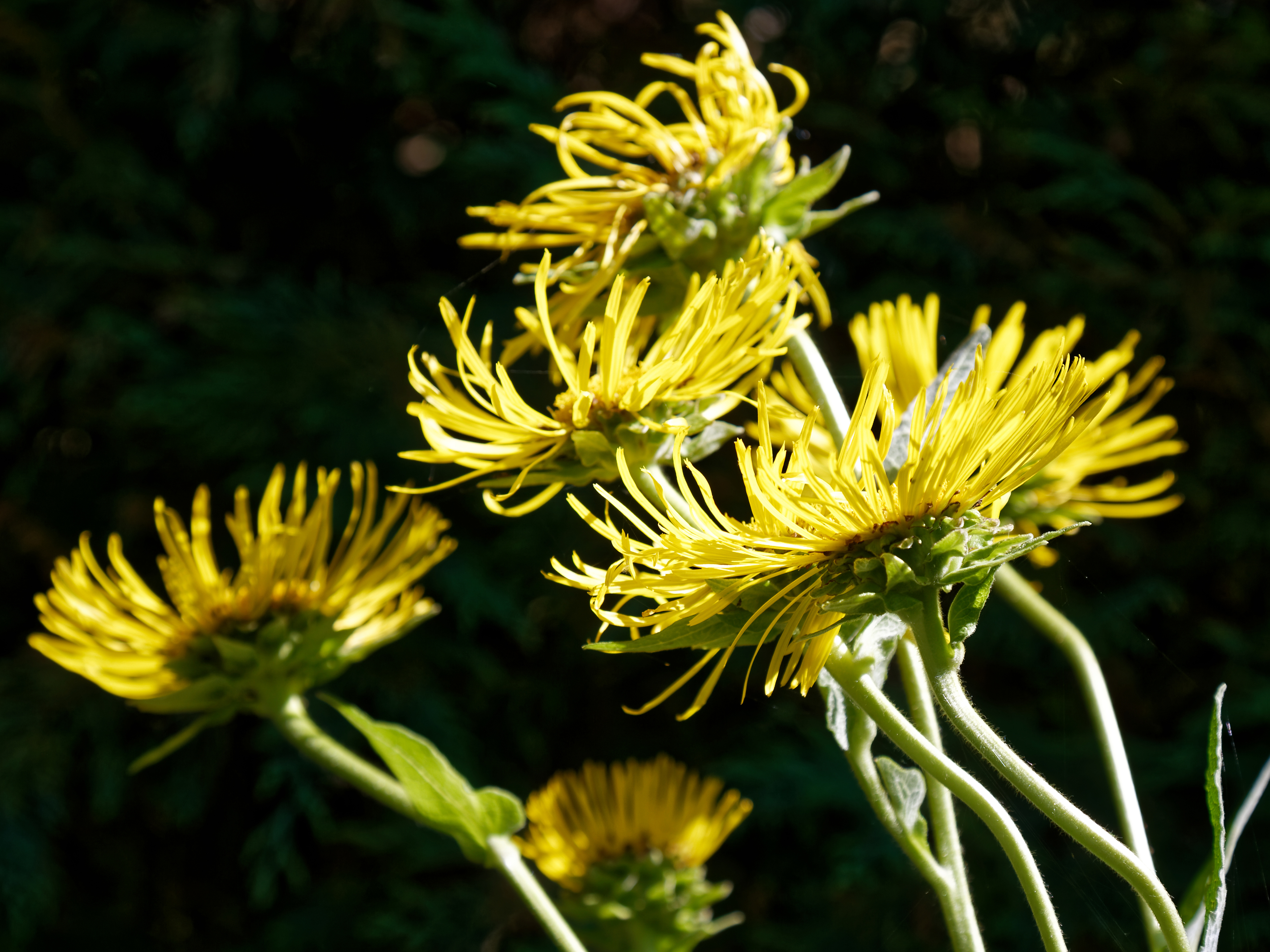
Infiorescenza
Inula magnifica

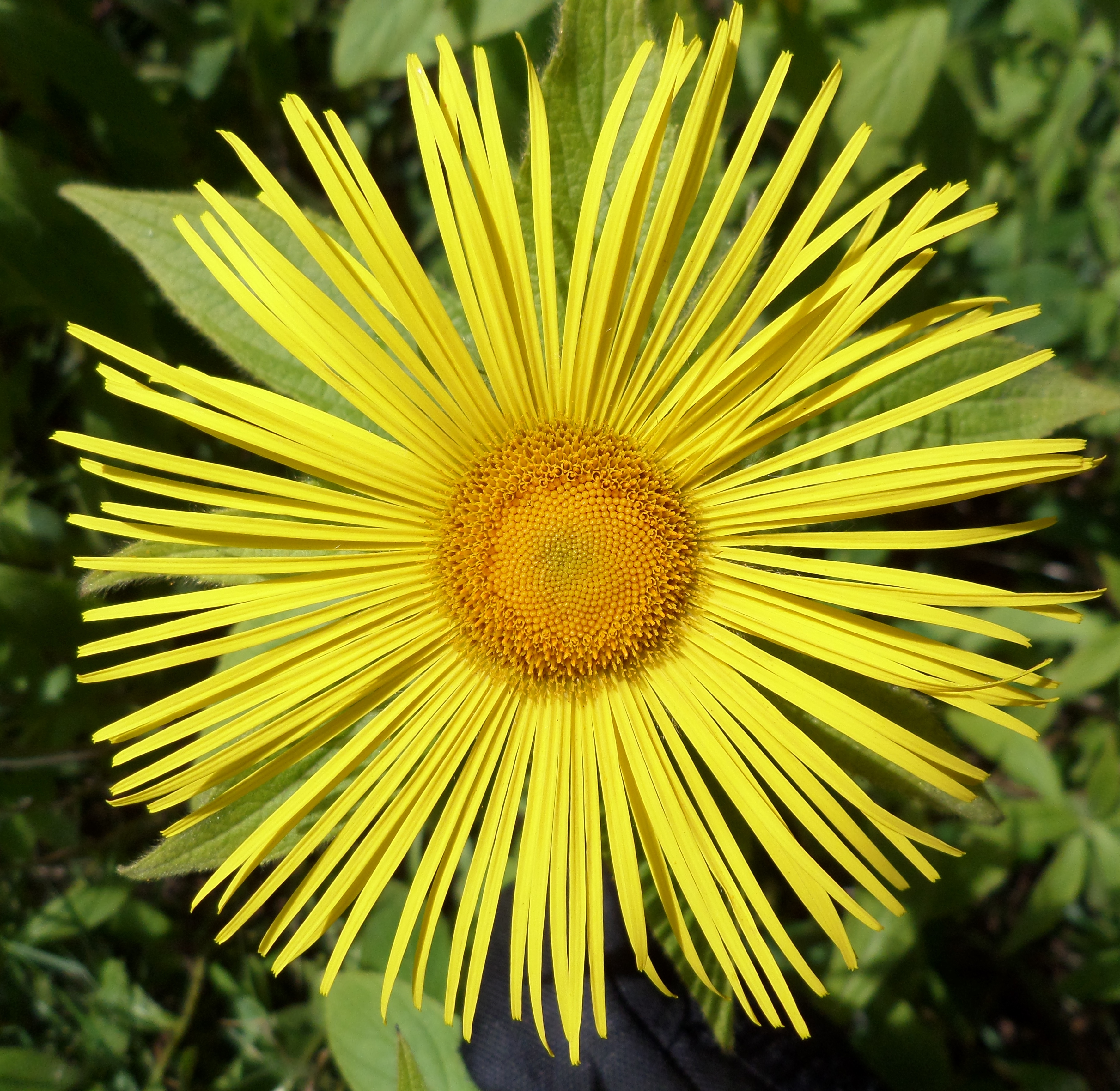
I fiori
Inula hookeri

Portamento. Le specie di questo genere sono delle erbe perenni o annuali.
Fusto. La parte sotterranea del fusto consiste prevalentemente in rizomi. Generalmente il floema è privo di strati fibrosi; inoltre sono assenti i tessuti latticiferi.
Foglie. Le foglie lungo il caule sono disposte in modo alternato e sessile (a volte formano una rosetta basale). La lamina è semplice con bordi interi, seghettati o dentati. Le superfici sono pubescenti o glabre.
Infiorescenza. Le infiorescenze sono formate da capolini sia solitari che in formazioni corimbose. I capolini possono essere di tipo sia radiato che discoide o disciforme, omogami o eterogami. I capolini sono formati da un involucro composto da brattee disposte in modo embricato al cui interno un ricettacolo fa da base ai fiori ligulati periferici o fiori del raggio e ai fiori tubulosi quelli centrali o del disco. L'involucro può essere cilindrico, campanulato o a forma di coppa. Le brattee sono disposte generalmente su 4-7 righe; hanno consistenza erbacea o cartilaginea, ma senza margini ialini; gli stereomi non sono divisi. Il ricettacolo, piatto o convesso, è liscio e sprovvisto di pagliette (a protezione della base dei fiori).
Fiori.  I fiori sono tetra-ciclici (formati cioè da 4 verticilli: calice – corolla – androceo – gineceo) e pentameri (calice e corolla formati da 5 elementi). Si distinguono in:
- fiori del raggio (esterni): da 15 a 150, sono femminili e sono disposti su una o più serie; la forma è ligulata (zigomorfa);
- fiori del disco (centrali): sono più numerosi (100-250) con forme brevemente tubulose (attinomorfe); sono ermafroditi e fertili.

- Formula fiorale:

*/x K {\displaystyle \infty }, [C (5), A (5)], G 2 (infero), achenio
- Calice: i sepali del calice sono ridotti ad una coroncina di squame.

- Corolla:

- fiori del raggio: la forma della corolla alla base è più o meno tubulosa-imbutiforme, mentre all'apice è ligulata; la ligula può terminare con alcuni denti; il colore è giallo; a volte le ligule sono minute o assenti;
- fiori del disco: la forma è tubulare bruscamente divaricata in 4-5 brevi lobi; il colore è giallo.

- Androceo: l'androceo è formato da 5 stami sorretti da filamenti generalmente liberi; gli stami sono connati e formano un manicotto circondante lo stilo; le teche (produttrici del polline) sono troncate e non sono speronate. La base delle antere può essere lunga o corta con code ramificate. Il tessuto dell'endotecio è a forma radiata. Le cellule del collare dei filamenti sono piatte o di tipo mammelloso.

- Gineceo: il gineceo ha un ovario uniloculare infero formato da due carpelli.[5] Lo stilo è unico e con due stigmi nella parte apicale. Gli stigmi spesso sono provvisti di peli acuti che terminano sopra la biforcazione senza raggiungerla. Le superfici stigmatiche confluiscono all'apice, mentre alla base sono separate in due distinte linee (lignee stigmatiche marginali[7]). Il polline è spinuloso.

Frutti. I frutti sono degli acheni con pappo. Gli acheni in genere sono provvisti di 5 fasci vascolari; la forma è ellissoide, spiralata o a sezione triangolare, spesso con coste sclerenchimatiche. Talvolta sono presenti dei condotti o delle cavità resinose. La superficie è glabra o ricoperta da peli ghiandolari. L'epidermide dell'achenio è provvista di grandi cristalli di ossalato di calcio, oppure di cristalli simili alla sabbia, oppure ne è priva. Il pappo è formato setole capillari.

## Biologia
Impollinazione: l'impollinazione avviene tramite insetti (impollinazione entomogama tramite farfalle diurne e notturne).

Riproduzione: la fecondazione avviene fondamentalmente tramite l'impollinazione dei fiori (vedi sopra).

Dispersione: i semi (gli acheni) cadendo a terra sono successivamente dispersi soprattutto da insetti tipo formiche (disseminazione mirmecoria). In questo tipo di piante avviene anche un altro tipo di dispersione: zoocoria. Infatti gli uncini delle brattee dell'involucro (se presenti) si agganciano ai peli degli animali di passaggio disperdendo così anche su lunghe distanze i semi della pianta. Inoltre per merito del pappo (se presente) il vento può trasportare i semi anche a distanza di alcuni chilometri (disseminazione anemocora).

## Distribuzione e habitat
Il genere Inula, distribuito Eurasia e Africa e introdotto in America, presenta una larghissima adattabilità, infatti alcune delle sue specie si trovano in luoghi erbosi e umidi, altre nei boschi ombrosi, altre ancora in località aride, argillose e calcaree. Sia alle basse quote marittime che quelle alpine. La loro distribuzione è totale anche se alcune specie possono essere trovate solamente in alcuni areali ristretti e ben definiti.
Specie della zona alpina

La seguente tabella seguente mette in evidenza alcuni dati relativi all'habitat, al substrato e alla diffusione delle specie alpine.
| Specie | Comunità vegetali | Piani vegetazionali | Substrato | pH     | Livello trofico | H2O   | Ambiente       | Zona alpina |
| --- | ----------------- | ------------------- | --------- | ------ | --------------- | ----- | -------------- | ----------- |
| I. helenium | 11                | collinare montano   | Ca Si     | neutro | alto            | medio | B2 B3 B5 B9 F3 | CO          |
| Legenda e note alla tabella. Substrato con “Ca/Si” si intendono rocce di carattere intermedio (calcari silicei e simili); vengono prese in considerazione solo le zone alpine del territorio italiano (sono indicate le sigle delle province). Comunità vegetali: 11 = comunità delle macro- e megaforbie terrestri Ambienti: B2 = ambienti ruderali, scarpate; B3 = siepi e margini dei boschi; B5 = rive, vicinanze corsi d'acqua; B9 = zone coltivate; F3 = prati e pascoli mesofili e igrofili. |                   |                     |           |        |                 |       |                |             |

## Sistematica
La famiglia di appartenenza di questa voce (Asteraceae o Compositae, nomen conservandum) probabilmente originaria del Sud America, è la più numerosa del mondo vegetale, comprende oltre 23.000 specie distribuite su 1.535 generi, oppure 22.750 specie e 1.530 generi secondo altre fonti (una delle checklist più aggiornata elenca fino a 1.679 generi). La famiglia attualmente (2021) è divisa in 16 sottofamiglie; la sottofamiglia Asteroideae è una di queste e rappresenta l'evoluzione più recente di tutta la famiglia.

### Filogenesi
La tribù Inuleae (comprendente le Inulinae) è una delle 21 tribù della sottofamiglia Asteroideae). Da un punto di vista filogenetico, la tribù Inuleae, all'interno della sottofamiglia, fa parte del gruppo "Helianthodae". La sottotribù Inulinae è caratterizzata dalla particolare pubescenza dello stilo e dagli acheni con cristalli di ossalato di calcio.
Nell'ambito della sottotribù il genere Inula appartiene al "Complesso di Inula"; un clade monofiletico che comprende i seguenti generi distribuiti in Eurasia e Africa: Carpesium, Inula, Pentanema, Rhanteriopsis e Telekia.
I caratteri distintivi del genere sono:
- i capolini sono grandi con molti fiori;
- il pappo è formato da molte setole.

Il numero cromosomico delle specie di questo genere è: 2n = 16, 18, 24 e 32.
Questo genere attualmente (2025) ha 78 specie.

### Sinonimi
Sono elencati alcuni sinonimi per questa entità:
- Bojeria DC.
- Codonocephalum  Fenzl
- Corvisartia  Mérat
- Petrollinia  Chiov.
- Sprunnera  Sch.Bip.

### Specie spontanee italiane
In Italia è presente solamente una specie:
- Inula helenium L. - Enula campana: l'altezza della pianta varia tra 10 – 18 dm; il ciclo biologico è perenne; la forma biologica è emicriptofita scaposa (H scap); il tipo corologico è Orofita – Sud Est Europeo; l'habitat tipico sono le boscaglie umide, i boschi cedui e fossi; la diffusione sul territorio italiano è quasi totale (manca in Sicilia) ad un'altitudine compresa fra 500 e 1200 m s.l.m..

Nella "Flora d'Italia" sono indicate altre specie associate al genere Inula, tutte incluse attualmente nel genere Pentanema:
- Inula verbascifolia (Wild.) Hausskn. - Enula candida, ora in Pentanema verbascifolium (Willd.) D.Gut.Larr., Santos�Vicente, Anderb., E.Rico & M.M.Mart.Ort.
- Inula ensifolia L. - Enula assottigliata, ora in Pentanema ensifolium (L.) D.Gut.Larr., Santos-Vicente, Anderb., E.Rico & M.M.Mart.Ort.
- Inula montana L. - Enula montana, ora in Pentanema montanum (L.) D.Gut.Larr., Santos-Vicente, Anderb., E.Rico & M.M.Mart.Ort.
- Inula helvetica F. Weber - Enula Svizzera, ora in Pentanema helveticum (Weber) D.Gut.Larr., Santos-Vicente, Anderb., E.Rico & M.M.Mart.Ort.
- Inula salicina L. - Enula aspra, ora in Pentanema salicinum (L.) D.Gut.Larr., Santos-Vicente, Anderb., E.Rico & M.M.Mart.Ort.
- Inula spiraeifolia L. - Enula uncinata, ora in Pentanema spiraeifolium (L.) D.Gut.Larr., Santos-Vicente, Anderb., E.Rico & M.M.Mart.Ort.
- Inula hirta L. - Enula scabra, ora in Pentanema hirtum (L.) D.Gut.Larr., Santos-Vicente, Anderb., E.Rico & M.M.Mart.Ort.
- Inula britannica L. - Enula laurentiana, ora in Pentanema britannica (L.) D.Gut.Larr., Santos-Vicente, Anderb., E.Rico & M.M.Mart.Ort.
- Inula conyza DC. - Enula baccherina, ora in Pentanema squarrosum (L.) D.Gut.Larr., Santos-Vicente, Anderb., E.Rico & M.Mart.Ort.
- Inula bifrons L. - Enula alata, ora in Pentanema bifrons (L.) D.Gut.Larr., Santos-Vicente, Anderb., E.Rico & M.M.Mart.Ort.
- Inula germanica L. - Enula della Germania, ora in Pentanema germanicum (L.) D.Gut.Larr., Santos-Vicente, Anderb., E.Rico & M.M.Mart.Ort.

### Generi simili
Diversi generi hanno delle specie abbastanza simili a quelle del genere di questa voce. Ecco un elenco, senza la pretesa di essere completo:
- Carpesium L. - Capo-chino: si differenzia per avere capolini con fiori tutti tubulosi ed ermafroditi e per il pappo formato da una coroncina membranosa esterna.
- Chiliadenus Cass. - Incensaria: si differenzia per avere capolini con fiori tutti tubulosi ed ermafroditi.
- Pulicaria Gaertner – Incensaria: si differenzia per il pappo formato da una coroncina membranosa esterna ed un ciuffo di peli interni.

Recentemente diverse specie di Inula, in base a studi sul DNA, sono state "trasferite" nel genere Pentanema. Diversi caratteri consentono di distinguere Inula helenium dalle specie di Pentanema:
| Carattere                        | Inula helenium                             | Specie di Pentanema                            |
| -------------------------------- | ------------------------------------------ | ---------------------------------------------- |
| Dimensione della pianta          | 200(250) cm                                | Al massimo 125 cm o meno                       |
| Canali resiniferi nel fusto      | Presenti                                   | Assenti                                        |
| Brattee esterne dell'involucro   | Sono ovate e grandi                        | Sono lineari o ovato-lanceolate e più piccole. |
| Forma e dimensioni delle cipsele | Sono prismatiche e lunghe fino a 3–4(5) mm | Sono leggermente compresse e lunghe 0,5–3 mm.  |
| Numero delle setole del pappo    | 50-80                                      | Meno di 45                                     |
| Numero di base dei cromosomi     | x=10                                       | x=8                                            |

## Usi
Farmacia
Le piante di questo genere contengono piccole quantità di olio etereo e alte percentuali (19 - 45%) di inulina. Alcune sostanze di questa pianta (come i lattoni sesquiterpenici) possono causare dermatiti allergiche da contatto; elevate quantità di queste sostanze possono causare vomito e diarrea. Queste sostanze ed altre ancora fanno queste piante interessanti per la cura di diverse malattie (secondo la medicina popolare). Nei vari testi di medicina naturale troviamo un ricco elenco di proprietà attribuite alle “Inule” come stomachiche (agevola la funzione digestiva), vermifughe (elimina i vermi intestinali), toniche (rafforza l'organismo in generale), diuretiche (facilita il rilascio dell'urina) e risolutive in generale. Queste piante hanno inoltre delle proprietà balsamiche calmanti della tosse (bronchite acuta e cronica). Come uso esterno viene indicata valida per risolvere problemi della pelle come eczema oppure herpes labiale (ma anche punture di insetti).
Giardinaggio
L'utilità delle piante di questo genere si estende anche al giardinaggio e alla ornamentazione tramite fiore reciso. Anche se il loro aspetto è un po' grossolano sono facili da coltivare ed hanno un forte sviluppo vegetativo.